# Hellmuth Walter

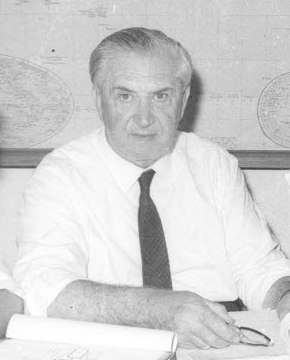
Hellmuth Walter (1969)

Hellmuth Walter (* 26. August 1900 in Wedel bei Hamburg; † 16. Dezember 1980 in Upper Montclair (New Jersey)) war ein deutscher Erfinder und Entwickler, u. a. von U-Booten.

## Leben
Nach seinem Studiumabschluss im Jahr 1923 an der Technischen Hochschule Charlottenburg in Berlin war er zunächst als Konstrukteur für Turbinen bei der Vulkanwerft in Hamburg tätig. Später entwickelte er Flugabwehrwaffen für die Reichswehr.
Ab 1930 arbeitete er bei der Germaniawerft in Kiel, wo er damit begann, seine Idee einer auf Basis von Wasserstoffperoxid arbeitenden Gasturbine als Antrieb für U-Boote in die Tat umzusetzen (Walter-Antrieb). 1935 gründete Walter in Kiel die Firma Ingenieurbüro Hellmuth Walter, anfänglich mit einem, 1936 bereits mit 300 Mitarbeitern. 1939/1940 zog die nunmehr als Walter KG eingetragene Firma in neue Werksräume am Tannenberg in direkter Nachbarschaft zum Nord-Ostsee-Kanal.
Walter widmete sich der U-Boot-Entwicklung und entwarf auch Torpedoantriebe. Auf Basis mehrerer Versuchsboote, die durch Wasserstoffperoxid betrieben werden konnten, entstand die U-Boot-Klasse XXI mit einem 8-förmigen Druckkörper und herkömmlichem Antrieb. Boote mit Walter-Antrieb gelangten im Zweiten Weltkrieg nicht zur Serienreife.
Walter entwickelte auch für die Luftwaffe, u. a. mit dem Raketentriebwerk Walter R 1-203 den Antrieb für die Heinkel He 176 und die DFS 194 sowie dessen Weiterentwicklung Walter HWK 109-509 und für die Messerschmitt Me 163 und die Bachem Ba 349 „Natter“. Auch die Treibstoffpumpen für die A4-Großrakete sowie die Startkatapulte der Fi 103-Flugbombe (sog. V1) stammten von ihm. Er entwickelte die Starthilfsrakete Walter HWK 109-500 und konstruierte Raumkapseln.
Zu Kriegsende waren in den Werken 5.000 Personen, einschließlich der Zwangsarbeiter, beschäftigt. Nach dem Zweiten Weltkrieg wurde das Werk unter britische Kontrolle gestellt und Walter im Oktober 1946 mit einem Teil seiner Mitarbeiter nach England gebracht, um dort weiter am Walter-Antrieb zu arbeiten. 1949 kehrte er zurück nach Deutschland; das Werk wurde wieder seiner Leitung übergeben. Doch wenige Monate später übersiedelte er in die USA. Dort arbeitete er bei der Worthington Corporation in Harrison (New Jersey).
1956 gründete er in Kiel die Hellmuth Walter GmbH, in der 1967 ein ziviles U-Boot mit Walter-Antrieb mit der Bezeichnung „Stint“ entworfen wurde.

## Auszeichnungen
Im Februar 1945 verlieh ihm Adolf Hitler das Ritterkreuz des Kriegsverdienstkreuzes mit Schwertern aufgrund der von ihm geleisteten technischen Weiterentwicklung des Unterseebootes.